# Корпуси ЈВуО
Корпуси или горски штабови су представљали најзначајнију организациону формацију Југословенске војске у Отаџбини за време Другог светског рата. Настајали су из четничких одреда формираних током лета и јесени 1941. године од стране Команде четничких одреда Југословенске војске коју је основао генералштабни пуковник Драгољуб Михаиловић. Сваки корпус је имао своју оперативну зону на простору неколико предратних срезова Краљевине Југославије и био је састављен од неколико бригада, које су сачињавали батаљони.
Како се након пропасти устанка у Србији 1941. године, пуковник Михаиловић дефинитивно определио за герилски уместо фронтални начин ратовања, корпуси који су формирани носили су називани и горски штаб са редним бројем. Услед отежаних комуникација између Врховне команде и локалних јединица, као и каснијих неповољних околности по читаву организацију, долазило је до бројних промена у погледу структуре и команде у корпусима, као и прилично самосталном деловању појединих команданата који су се налазили далеко од Врховне команде и генерала Михаиловића.
Као министар војске, морнарице и ваздухопловства Краљевине Југославије, армијски генерал Драгољуб Михаиловић је крајем 1943. и почетком 1944. године издао упутства за реорганизацију и формирање група корпуса Југословенске војске у Отаџбини, тако да је формирано 11 група корпуса и 8 група јуришних корпуса.

## Корпуси
| назив                                                    | датум     | састав | командант | срезови |
| -------------------------------------------------------- | --------- | --- | --- | --- |
| Авалски корпус - Горски штаб 76                          |           | Посавска бригада — Врачарска бригада — Грочанска бригада | Капетан Светислав Трифковић | |
| Босанско-крајишки корпус - Горски штаб 700               |           | 1. крајишка бригада „Војвода Мишић“ — 2. крајишка бригада „Змијање“ — 3. крајишка бригада „Кочић“ — 4. крајишка бригада „Мањача“ | Капетан Урош Дреновић | |
| Ваљевски корпус - Горски штаб 83                         |           | Колубарска бригада — Ваљевска бригада — Подгорска бригада — Ваљевски ђачки батаљон | 1. Мајор Миодраг Палошевић 2. Поручник Нешко Недић 3. Поручник Милош Радосављевић 4. Капетан Војислав Марковић 5. Капетан Боривоје Алексић 6. Поручник Живорад Мишић | Подгорски, Ваљевски и Колубарски |
| Варварински корпус - Горски штаб 157                     |           | 1. беличка бригада — 2. беличка бригада — Темнићка бригада | | |
| Власински корпус - Горски штаб 153                       |           | 1. власотиначка бригада — 2. власотиначка бригада — Масуричка бригада — Босиљградска бригада | | |
| Горњополошки корпус                                      |           | Тетовска бригада — Гостиварска бригада — Кичевска бригада | | |
| Делиградски корпус - Горски штаб 200                     |           | Расинска бригада — Сокобањска бригада — Алексиначка бригада — Ражањска бригада — Моравска бригада | | |
| Дрински корпус - Горски штаб 580                         |           | Вишеградска бригада — Летећа бригада „Босна“ — Бригада "5. октобар“ — Фочанска бригада — Чајничка бригада | | |
| Други вардарски корпус                                   |           | Велешка бригада — Прилепска бригада — Поречка бригада — Друга поречка бригада — Битољска бригада | | |
| Други косовски корпус - Горски штаб 193                  |           | Митровачка бригада — Косовскоколашинска бригада — 1. дреничка бригада — Дукађинска бригада — Ибарска бригада — Пећка бригада — 2. дреничка бригада | | |
| Други милешевски корпус                                  |           | 1. милешевска бригада — 2. милешевска бригада — Нововарошка бригада — Сјеничка бригада | | |
| Други равногорски корпус — Горски штаб 53                |           | Група љубићких бригада — 1. љубићка бригада — 2. љубићка бригада — Група жичких бригада — 1. жичка бригада — 2. жичка бригада — 3. жичка летећа бригада | Капетан Предраг Раковић | Љубићки, Трнавски и Жички |
| Други средњобосански корпус                              |           | Вучјачка бригада — Љубићка бригада — Добојска бригада — Тешањска бригада — Дервентска бригада | Мајор Сергије Живановић | |
| Други шумадијски корпус - Горски штаб 57                 |           | 1. крагујевачка бригада — 2. крагујевачка бригада — 3. крагујевачка бригада — Шумадијска летећа бригада | | |
| Дурмиторски корпус                                       |           | 1. дурмиторски бригада — 2. дурмиторска бригада | | |
| Зенички корпус - Горски штаб 620                         |           | Кладањска бригада | | |
| Зетски корпус                                            |           | 1. зетска бригада — 2. кучкобратоношка бригада — 3. бригада | | |
| Златиборски корпус - Горски штаб 18                      |           | Златиборска бригада — Ужичка бригада — Рачанска бригада — Златиборска летећа бригада | 1. Капетан Милорад Митић (до јуна 1943) 2. Душан Радовић Кондор (до октобра 1944) 3. Капетан Миломир Коларевић                                                       | |
| Иванковачки корпус - Горски штаб 60                      |           | Раваничка бригада — Параћинска бригада — Иванковачка летећа бригада | | |
| Јабланички корпус - Горски штаб 169                      |           | 1. јабланичка бригада — 2. јабланичка бригада — 3. јабланичка бригада — 4. јабланичка бригада — Гњиланска бригада — Арнаутска бригада „Хоџе Зејнела“ — Гајтанска бригада | | |
| Јаворски корпус - Горски штаб 51                         |           | 1. моравичка бригада — 2. моравичка бригада — 1. студеничка бригада — 2. студеничка бригада — 1. дежевска бригада — 2. дежевска бригада | | |
| Јастребачки корпус - Горски штаб 23/1                    |           | 1. добричка бригада | | |
| Јужноморавски корпус - Горски штаб 165                   |           | Моравска бригада — Пољаничка бригада — Лесковачка бригада — Врањска бригада — Јужноморавска летећа бригада | 1. Капетан Јован Стефановић 2. Мајор Ранко Стошић 3. Капетан Боривоје Манић                                                                                          | Лесковачки, Пољанички (Владичин Хан) и Пчињски (Врање)                                                                                             |
| Књажевачки корпус - Горски штаб 190                      |           | 1. књажевачка бригада — 2. књажевачка бригада — Тимочка бригада — Сврљишка бригада | Капетан Божидар Миладиновић | Тимочки, Заглавски и Сврљишки |
| Колубарски корпус - Горски штаб 78                       |           | 1. тамнавска бригада — 2. тамнавска бригада — Посавска бригада — Тамнавски коњички дивизион | | |
| Комски корпус - Горски штаб 111                          |           | 1. андријевачка бригада — 2. андријевичка бригада — 1. колашинска бригада — 2. колашинска бригада | 1. Мајор Андрија Весковић 2. Мајор Величко Бојовић | Андријевички, Колашински и део Подгоричког |
| Корпус Горске гарде (Опленачки корпус) — Горски штаб 21А |           | 1. опленачка бригада — 2. опленачка бригада — 3. младеновачка бригада — 4. космајска бригада — Јуришно - пратећа бригада — Коњички дивизион | Капетан Никола Калабић | Опленачки, Орашачки, Космајски и Младеновачки |
| Космајски корпус - Горски штаб 74                        |           | Космајска бригада — Младеновачка бригада — Летећа космајска бригада | | |
| Крајински корпус - Горски штаб 67                        |           | Поречка бригада — Кључка бригада — Брзопаланачка бригада — Голубачка бригада — Звишка бригада | Генералштабни мајор Велимир Пилетић | Кључки, Брзопаланачки, Поречки, Голубачки и Кучевски                                                                                               |
| Лимски корпус - Горски штаб 149                          |           | 1. беранска бригада — 2. беранска бригада — 1. бјелопољска бригада — 2. бјелопољска бригада | | |
| Ловћенски корпус                                         |           | 1. барска бригада — 2. барска бригада — Цетињска бригада | | |
| Мајевички корпус - Горски штаб 124                       |           | Мајевичка летећа бригада — Семберска бригада — Подрињска бригада — Пожарничка бригада — Брчанска бригада — Бијељинска бригада | Мајор Стеван Дамјановић Леко | Брчко, Бијељина, Тузла и Зворник |
| Мачвански корпус - Горски штаб 85                        |           | 1. мачванска бригада — 2. мачванска бригада — Поцерска бригада — Посавотамнавска бригада | | |
| Млавски корпус - Горски штаб 69                          |           | Млавска бригада — Хомољска бригада — Хомољска јуришна бригада — Моравска бригада — Рамска бригада | Генералштабни капетан Синиша Оцокољић | Хомољски, Рамски, Пожаревачки, Млавски и Моравски                                                                                                  |
| Невесињски корпус - Горски штаб 210                      |           | 1. невесињска бригада — 2. невесињска бригада — Коњичка бригада — Гатачка бригада — Калиновичка бригада — Мостарска бригада — Голијска бригада | Капетан Милорад Поповић | Невесињски, Коњички, Мостарски и Гатачки |
| Никшићки корпус                                          |           | Никшићка бригада — Вучедолска бригада | | |
| Нишавски корпус - Горски штаб 45                         |           | Лужничка бригада — Нишавска бригада — 1. пиротска бригада — 2. пиротска бригада — 3. пиротска бригада — 1. белопаланачка бригада — 2. белопаланачка бригада | | |
| Озренски корпус — Горски штаб 600                        |           | Височка бригада — Зеничка бригада — Кладањска бригада | Мајор Цвијетин Тодић | |
| Острошки корпус                                          |           | 1. даниловградска бригада — 2. даниловградска бригада — 3. даниловградска бригада | | |
| Пожешки корпус - Горски штаб 19                          |           | 1. пожешка бригада — 2. пожешка бригада — Ариљска бригада — Косјерићка бригада — Пожешка летећа бригада | | |
| Први вардарски корпус - Горски штаб 157                  | јун 1943. | Жеглиговска бригада — Прешевска бригада — Кривопаланачка бригада — Ристовачка бригада — Скопска бригада | 1. Капетан Стојан Крстић 2. Поручник Александар Ђорђевић | Прешевски, Кривопаланачки, Жеглиговски (Кумановски), Овчепољски и Скопски срез, као и део територије на левој обали Вардара према Штипу и Струмици |
| Први косовски корпус - Горски штаб 127                   |           | Грачанска бригада — Неродимска бригада — Лабска бригада — Шарпланинска бригада | 1. Капетан Благота Бошковић 2. Капетан Јован Миладиновић 3. Мајор Блажа Брајевић                                                                                     | |
| Први милешевски корпус - Горски штаб 505                 |           | Пљеваљска бригада — Прибојска бригада | | |
| Први равногорски корпус                                  |           | 1. таковска бригада — 2. таковска бригада — 3. таковска јуришна бригада — 4. таковска јуришна бригада — 1. драгачевска бригада — 2. драгачевска бригада — Таковска летећа бригада — 1. омладинска бригада                                                                     | Капетан Звонимир Вучковић | Таковски и Драгачевски |
| Први шумадијски корпус - Горски штаб 56                  |           | 1. гружанска бригада — 2. гружанска бригада — Гружанска летећа бригада — Левачка бригада — Левачка летећа бригада | Капетан Марко Музикравић | Гружански, Крагујевачки и Левачки |
| Расински корпус - Горски штаб 23                         |           | 1. расинска бригада — 2. расинска бригада — Копаоничка бригада — Жупска бригада — 1. трстеничка бригада — 2. трстеничка бригада — 1. крушевачка бригада — 2. крушевачка бригада                                                                                               | 1. Мајор Драгутин Кесеровић 2. Потпуковник Ђорђе Вујичић 3. Мајор Димитрије Антоновић 4. Мајор Стеван Узелац                                                         | Трстенички, Жупски, Копаонички, Крушевачки и Расински                                                                                              |
| Ресавски корпус - Горски штаб 79                         |           | 1. ресавска бригада — 2. ресавска бригада — Деспотовачка бригада — 1. ресавска летећа бригада — 2. ресавска летећа бригада — 1. оперативни батаљон — Јуришни батаљон | | |
| Романијски корпус - Горски Штаб 220                      |           | 1. сарајевска бригада — 2. сарајевска бригада — Рогатичка бригада — 1. романијска бригада — 2. романијска бригада — Власеничка бригада — Калиновичка бригада | Капетан Милорад Момчиловић | Сарајевски, Власенички, Рогатички и Калиновички |
| Руднички корпус - Горски штаб 80                         |           | Качерска бригада — Колубарска бригада | 1. Капетан Драгиша Нинковић 2. Капетан Драгомир Гага Топаловић | |
| Смедеревски корпус - Горски штаб 74                      |           | Јасеничка група бригада — 1. јасеничка бригада — 2. јасеничка бригада — 3. јасеничка бригада — Великоорашка група бригада — 4. великоорашка бригада — 5. смедеревска бригада — 6. моравска бригада — Подунавска група бригада — 7. подунавска бригада — 8. подунавска бригада | 1. Мајор Владислав Додић 2. Капетан Прокопије Главичић 3. Капетан Живан Лазовић                                                                                      | Подунавски, Орашки, Јасенички |
| Средњобосански корпус – Горски штаб 310                  |           | Жупска бригада — Црновршка бригада — Мотајничке бригада — Јошевачка бригада — Врбаска бригада — Љубићка бригада — Теслићка бригада — Добојска бригада — Вучјачка бригада — Бањалучка бригада — Средњобосанска летећа бригада                                                  | Мајор Лазар Тешановић | |
| Тимочки корпус ЈВуО                                      |           | 1. неготинска бригада — 2. неготинска бригада — 1. зајечарска бригада — 2. зајечарска бригада — Бољевачка бригада — 2. бољевачка бригада — Млавска бригада — 1. борска бригада — 2. борска бригада                                                                            | Мајор Љубомир Јовановић | Неготински, Крајински, Борски, Зајечарски и Бољевачки                                                                                              |
| Топличка корпус - Горски штаб 33                         |           | 1. топличка бригада — 2. топличка бригада — 3. топличка бригада — 1. косиничка бригада — 2. косиничка бригада — 2. добричка бригада | | |
| Требавски корпус                                         |           | 1. требавска бригада — 2. требавска бригада — 3. требавска бригада — 4. требавска бригада 1. посавска бригада — 2. посавска бригада — 3. посавска бригада — 4. посавска бригада                                                                                               | Протојереј Саво Божић | Грачаница, Градачац, Брчко и део среза Добојског                                                                                                   |
| Требињски корпус - Горски штаб 250                       |           | Билећка бригада — Требињска бригада — Дубровачка бригада — Столачка бригада | Поручник Милорад Видачић | Требињски, Билећки, Љубињски и Столачки |
| Церски корпус - Горски штаб 86                           |           | Азбуковачка бригада — Рађевска бригада — Јадарска бригада — Церска бригада — 1. церска летећа бригада — 2. церска бригада | 1. Капетан Драгослав Рачић 2. Капетан Станимир Васић 3. Капетан Војислав Туфегџић                                                                                    | Поцерски, Јадарски, Рађевски и Азбуковачки |
| Црмничко - проморски корпус                              |           | Црмничка бригада — Барска бригада | | |
| Чегарски (Нишки) корпус — Горски штаб 64                 |           | Сврљишка бригада — Белопаланачка бригада — Прва нишка бригада Нишавска бригада — Трећа нишка бригада — Железничка бригада | | |